# Supellina biquandi
Supellina biquandi är en kackerlacksart som först beskrevs av Philippe Grandcolas 1994.  Supellina biquandi ingår i släktet Supellina och familjen småkackerlackor. Inga underarter finns listade i Catalogue of Life.